# Jurij Tjeban
Jurij Tjeban (ukrainska: Юрій Володимирович Чебан), född den 5 juli 1986 i Odessa, Ukrainska SSR, Sovjetunionen, är en ukrainsk kanotist.
Han tog OS-2008 i C-1 500 meter i samband med de olympiska kanottävlingarna 2008 i Peking.
Han tog därefter OS-guld i C-1 200 meter i samband med de olympiska kanottävlingarna 2012 i London.
Vid de olympiska kanottävlingarna 2016 i Rio de Janeiro tog Tjeban återigen en guldmedalj i C-1 200 meter.